# RD-108-8D75
RD-108-8D75 – radziecki silnik rakietowy. Skonstruowany przez OKB Głuszko. Prace konstrukcyjne trwały od 1954 do 1955. Stanowił napęd członu Wostok 8K72-1 rakiet Wostok 8K72 oraz członu rakiet R-7. Podane oznaczenie utworzone zostało z oznaczenia konstruktora (RD-108) i oznaczenia rządowego (8D75). Łącznie w latach 1957–1961 wystrzelono 35 takich silników.
Przy spalaniu, składniki paliwa, utleniacz – paliwo, były mieszane w stosunku 2,39:1.

## Wersja K
Zmodyfikowana wersja tego silnika nosiła oznaczenie RD-108-8D75K. Pierwszy odnotowany lot odbył się w 1959, ostatni w 1991. Wyprodukowano go w ilości 488 sztuk.

## Wersja 1959
Kolejna modyfikacja, jej pełne oznaczenie to RD-108-8D75-1959. Używana w rakietach Wostok 8K72K, które w latach 1960–1964 wystartowały 13 razy. 